# Wolodymyr Rybak (Politiker, 1971)
Wolodymyr Iwanowytsch Rybak (ukrainisch Володимир Іванович Рибак; * 30. November 1971 in Donezk, Sowjetunion; † 17. April 2014) war ein ukrainischer Lokalpolitiker, der am 17. April 2014 von Vertretern der selbsternannten Volksrepublik Donezk entführt und ermordet wurde. Es war eines der ersten Kriegsverbrechen während des Kriegs in der Ostukraine.

## Leben
Von 1987 bis 1991 besuchte Rybak die Hochschule für Kraftfahrzeuge in Horliwka. Anschließend studierte er bis 1995 am Institut für Automobil- und Straßenwesen der Nationalen Technischen Universität Donezk. Von 2000 bis 2002 studierte Rybak an der Fakultät für Rechtswissenschaften der Interregionalen Akademie für Personalmanagement. 2009 trat er der Allukrainischen Vereinigung „Vaterland“ bei und wurde ein Jahr später Ortsvorsitzender der Partei in Horliwka.
Rybak war ein Mitglied des lokalen Stadtrats. Aus Protest gegen die Einnahme von Regierungsgebäuden durch prorussische Milizen versuchte er am 17. April 2014 in Horliwka eine Flagge der international nicht anerkannten Volksrepublik Donezk herunterzunehmen und sie durch eine Flagge der Ukraine zu ersetzen. Maskierte Männer entführten ihn daraufhin mit einem Auto. Sein Leichnam wurde später mit mehreren Folterspuren in einem Fluss bei Slowjansk gefunden. Neben ihm lagen zwei weitere Leichen, die des 19-jährigen Studenten Jurij Poprawko und die von Jurij Djakowskij. Die Bäuche der Männer waren aufgeschnitten und mit Sand gefüllte Säcke waren auf ihre Rücken gebunden. Laut einem Gutachten verursachten kombinierte Körperverletzungen durch Folter und anschließendes Ertrinken den Tod der Personen.

## Ermittlungen
Der ukrainische Geheimdienst Sluschba bespeky Ukrajiny veröffentlichte im April 2014 eine Audioaufnahme, aus der hervorgeht, dass der Separatistenführer Igor Besler den Auftrag gegeben habe, Rybak zu „neutralisieren“. Er wurde in ein Hauptquartier der russischen Milizen in Slowjansk gebracht, wo der spätere „Verteidigungsminister“ der sogenannten Volksrepublik Donezk Igor Girkin mit Rybak gesprochen hat. Später gab Girkin dem selbsternannten Bürgermeister von Slowjansk, Wjatscheslaw Ponomarjow, die Anweisung, den Leichnam von Rybak zu entfernen.
Girkin bekannte sich im Mai 2020 in einem Interview dazu, den Befehl gegeben zu haben, Poprawko und den 25-jährigen Jurij Djakowskyj zu erschießen: „Ja, diese Leute wurden auf meinen Befehl erschossen. Niemand riss ihnen den Bauch auf, als sie noch gelebt haben. Bedauere ich, dass sie erschossen wurden? Nein, sie waren Feinde.“ Zudem erklärte er, an der Tötung von Rybak beteiligt gewesen zu sein: „Natürlich war Rybak als Person, die sich aktiv gegen die ‚Milizen‘ einsetzte, in meinen Augen ein Feind. Und sein Tod liegt wahrscheinlich in gewissem Maße auch in meiner Verantwortung.“

## Nachwirkung
Oleksandr Turtschynow bezog sich auf den Tod von Rybak, um eine Wiederaufnahme der nachlassenden „Anti-Terror-Operation“ zu fordern, was letzten Endes den Weg für bewaffnete Zusammenstöße zwischen Regierungstruppen und Milizen ebnete.
Im April 2015 wurde zu Ehren von Rybak eine Gedenktafel in der Stadt Slowjansk angebracht.